# Thorkil Kristensen
Thorkil Kristensen, född 9 oktober 1899, död 26 juni 1989, var en dansk ekonom och politiker.
Thorkil Kristensen blev politices magister 1927, samma år lärare vid den jylländska handelshögskolan i Aarhus, var anställd vid bankinspektionen 1931–1935, undervisningsassistent vid Köpenhamns universitet 1936–1938, blev professor i driftsekonomi vid Aarhus universitet 1938 och vid handelshögskolan i Köpenhamn 1947. Kristensen tillhörde från 1945 Folketinget som representant för Venstre, var finansminister i Knut Kristensens regering 1945–1947 och tillhörde den mest reformvänliga delen av partiet genom sin social-liberala hållning, vilken ofta sträckte sig längre än partiets program egentligen tillät. Efterhand kom Kristensen att i viktiga frågor inta en avvikande ståndpunkt i förhållande till partiet, vilket väckte starkt motstånd inom detta. Kristensen utgav bland annat Danmarks Driftsregnskab (1930), Undersøgelser af det kommunale Skatteproblem (1935) och Faste og variable Om kostninger (1939).